# خوش‌خوان سبز برنزه
خوش‌خوان سبز برنزه (نام علمی: Euphonia mesochrysa) نام یک گونه از سرده سهره‌های خوش‌خوان است.